# Leucodontella
Leucodontella là một chi rêu trong họ Leucodontaceae.